# Williams FW33
La  Williams FW33 è vettura di Formula 1, costruita dalla scuderia britannica per partecipare al Campionato del Mondo 2011.
Caratterizzata da un retrotreno estremamente compatto e innovativo, la vettura si rivelò decisamente poco competitiva, segnando appena cinque punti in tutto il campionato, con due noni posti come miglior risultato. Per la Williams fu la peggiore stagione dalla fondazione fino a quel momento.

## Livrea
Nei primi test la vettura fu presentata con una livrea provvisoria completamente blu. La colorazione definitiva, svelata in un evento web il 24 febbraio, riprendeva lo schema delle livree utilizzate dalla scuderia britannica negli anni '90, quando lo sponsor principale era la Rothmans.
Sul fronte degli sponsor, terminati gli accordi con Philips e RBS, la scuderia britannica siglò un accordo con l'azienda petrolifera statale venezuelana PDVSA.
- AT&T
- PDVSA
- Randstad
- Oris
- Thompson Reuters
- Ridge

## Tecnica
La vettura era caratterizzata principalmente da un retrotreno estremamente innovativo. Il cambio e il differenziale erano estremamente compatti e posizionati in basso, in modo da liberare quanto più possibile l'area davanti all'alettone posteriore e recuperare il carico aerodinamico perso per via dei nuovi regolamenti, che prevedevano una sostanziale semplificazione dell'estrattore posteriore. Fu adottato uno schema sospensivo pull-rod, mentre i semiassi furono inclinati di 14° rispetto al piano orizzontale, la più elevata inclinazione mai registrata su una vettura di Formula 1.
La vettura fu la prima Williams equipaggiata con un KERS, sviluppato autonomamente dalla scuderia britannica. Nonostante la Williams avesse sviluppato, a partire dal 2009, un KERS a volano (poi impiegato sui prototipi Audi vincenti nella 24 Ore di Le Mans 2012 e 2013 e in diverse altre applicazioni), la scuderia scelse di realizzare un più convenzionale KERS a batteria, più facile da incorporare nella vettura.

## Piloti
- Rubens Barrichello -  - n. 11
- Pastor Maldonado -  - n. 12
- Valtteri Bottas -  - collaudatore

Al confermato Rubens Barrichello fu affiancato l'esordiente venezuelano Pastor Maldonado, vincitore del campionato GP2 nel 2010 e spinto da una coroposa sponsorizzazione dell'azienda petrolifera statale venezuelana PDVSA.
Fu inoltre ingaggiato come collaudatore e terzo pilota Valtteri Bottas.

## Stagione 2011

### Test
L'esordio della vettura avvenne il 1º febbraio con Rubens Barrichello sul Circuito Ricardo Tormo di Valencia. Il giorno seguente vide l'esordio di Pastor Maldonado. Nei test di Jerez il primo giorno la vettura fu fermata da un problema all'ala posteriore. Il giorno seguente il pilota venezuelano fu autore di un'uscita di pista. L'ultimo giorno, il 13 febbraio, Barrichello fece segnare il miglior tempo, dopo che in tutti i test precedenti la vettura non era mai riuscita a cogliere tempi di grande rilievo.
Nella prima sessione di test svolti sul Circuito di Barcellona Rubens Barrichello fece segnare il quarto tempo il 19 febbraio. Stesso risultato il giorno successivo per Maldonado.
Nella seconda sessione di Barcellona, svolta a marzo, il secondo giorno la vettura presentò dei problemi al KERS, mentre il giorno seguente Barrichello fece segnare il quarto tempo, e il giorno 11 marzo il quinto. Nell'ultima giornata dei test, caratterizzata da forte pioggia che spinse molte scuderie a non provare, Maldonado chiuse col secondo tempo.

### Campionato
Nella prima gara della stagione, disputata a Melbourne, la scuderia britannica ebbe un week-end travagliato. In qualifica né Maldonado né Barrichello riuscirono a entrare nel gruppo dei primi dieci. In gara l'esordiente venezuelano si ritirò dopo pochi giri per un problema tecnico, mentre l'esperto pilota brasiliano rimontò fino alla settima posizione, sprofondando però nelle retrovie dopo un contatto con Nico Rosberg e ritirandosi anch'egli per un guasto.
Dopo un altro doppio ritiro per problemi tecnici in Malesia, in Cina sia Barrichello che Maldonado riuscirono a giungere al traguardo, senza però mai lottare per i piazzamenti a punti. In seguito al pessimo inizio di stagione Sam Michael e Jon Tomlinson, rispettivamente direttore tecnico e responsabile dell'aerodinamica, si dimisero dai propri incarichi.
Nonostante l'introduzione di un nuovo sistema di scarichi e di altri affinamenti aerodinamici, la situazione rimase pessima anche nelle gare successive. In Spagna Maldonado riuscì a portare per la prima volta la vettura nel gruppo dei primi dieci in qualifica, piazzandosi al nono posto, ma in gara il venezuelano retrocesse fino alla quindicesima posizione. Nel Gran Premio di Monaco per la prima volta in stagione la monoposto mostrò dei miglioramenti: Maldonado riuscì nuovamente a qualificarsi tra i primi dieci, occupando a lungo la sesta posizione in gara prima di ritirarsi a poche tornate dal termine in seguito a una collisione con Lewis Hamilton. Barrichello riuscì comunque a conquistare i primi punti stagionali, giungendo nono al traguardo.
Il pilota brasiliano ripeté il risultato nel rocambolesco Gran Premio del Canada, ma nella seconda parte della stagione i risultati peggiorarono nuovamente. A Silverstone Maldonado si qualificò in settima posizione, ma come nel Gran Premio di Spagna non riuscì a confermarsi in gara, scivolando nelle retrovie. In Belgio il venezuelano colse il suo primo punto in carriera, giungendo decimo.
Questo piazzamento rimase l'ultimo arrivo a punti della stagione per la Williams, che chiuse il 2011 con appena cinque punti e la nona posizione nella classifica costruttori.

## Risultati F1
| Anno | Team          | Motore                 | Gomme | Piloti      |     |     |    |    |    |    |     |    |    |     |    |    |    |    |    |     |     |    |     | Punti | Pos. |
| ---- | ------------- | ---------------------- | ----- | ----------- | --- | --- | -- | -- | -- | -- | --- | -- | -- | --- | -- | -- | -- | -- | -- | --- | --- | -- | --- | ----- | ---- |
| 2011 | AT&T Williams | Cosworth CA2011 2.4 V8 | P     | Barrichello | Rit | Rit | 13 | 15 | 17 | 9  | 9   | 12 | 13 | Rit | 13 | 16 | 12 | 13 | 17 | 12  | 15  | 12 | 14  | 5     | 9º   |
| 2011 | AT&T Williams | Cosworth CA2011 2.4 V8 | P     | Maldonado   | Rit | Rit | 18 | 17 | 15 | 18 | Rit | 18 | 14 | 14  | 16 | 10 | 11 | 11 | 14 | Rit | Rit | 14 | Rit | 5     | 9º   |

| Legenda | 1º posto     | 2º posto | 3º posto    | A punti         | Senza punti/Non class.  | Grassetto – Pole position Corsivo – Giro più veloce |
| Legenda | Squalificato | Ritirato | Non partito | Non qualificato | Solo prove/Terzo pilota | Grassetto – Pole position Corsivo – Giro più veloce |